# Regino Delgado
Pour les articles homonymes, voir Delgado.
Regino Delgado Robau (Santo Domingo, 7 septembre 1956 – ibid., 2 février 2016) est un footballeur international cubain qui évoluait comme milieu de terrain.

## Biographie

### Carrière en club
Joueur majeur du football cubain des années 1970 et 1980, Regino Delgado se distingue par sa puissance physique et sa vitesse. Sept fois champion de Cuba avec deux clubs différents (le FC Azucareros et le FC Villa Clara), il finit meilleur buteur du championnat de Cuba en 1979 (7 buts, record partagé) et 1980 (9 buts).

### Carrière en équipe nationale
International cubain de 1975 à 1988, il participe notamment aux Jeux olympiques de 1976 et 1980. Il dispute aussi les tournois de qualification aux Coupes du monde de 1978, 1982 et 1990 (12 matchs, un but marqué).

#### Buts en sélection
| Buts en sélection de Regino Delgado | Buts en sélection de Regino Delgado | Buts en sélection de Regino Delgado     | Buts en sélection de Regino Delgado | Buts en sélection de Regino Delgado | Buts en sélection de Regino Delgado | Buts en sélection de Regino Delgado |
|                                     | Date                                | Lieu                                    | Adversaire                          | Score                               | Résultat                            | Compétition                         |
| ----------------------------------- | ----------------------------------- | --------------------------------------- | ----------------------------------- | ----------------------------------- | ----------------------------------- | ----------------------------------- |
| 1.                                  | 17 août 1980                        | Estadio Pedro Marrero, La Havane (Cuba) | Suriname                            | 1-0                                 | 3-0                                 | QCM 1982                            |
| 2.                                  | 5 mars 1987                         | Estadio Pedro Marrero, La Havane (Cuba) | Équateur                            |                                     | 2-1                                 | Amical                              |

NB : Les scores sont affichés sans tenir compte du sens conventionnel en cas de match à l'extérieur (Cuba-Adversaire).

### Après-carrière et décès
Reconverti en entraîneur après sa retraite sportive survenue en 1991, il décède d'un infarctus du myocarde à l'âge de 59 ans.

## Palmarès de joueur

### En club
FC Azucareros
- Champion de Cuba en 1974 et 1976[5].

 FC Villa Clara
- Champion de Cuba en 1980, 1981, 1982, 1983 et 1986[5].

### En équipe de Cuba
- Vainqueur des Jeux d'Amérique centrale et des Caraïbes en 1974, 1978 et 1986[5].
- Finaliste des Jeux panaméricains en 1979[5].

### Distinctions individuelles
- Meilleur buteur du championnat de Cuba en 1979 (7 buts ex æquo avec Ramón Núñez Armas, Roberto Pereira et Carlos Azcuy) et 1980 (9 buts)[6].